# A sketch of the vegetation of the Swan River Colony

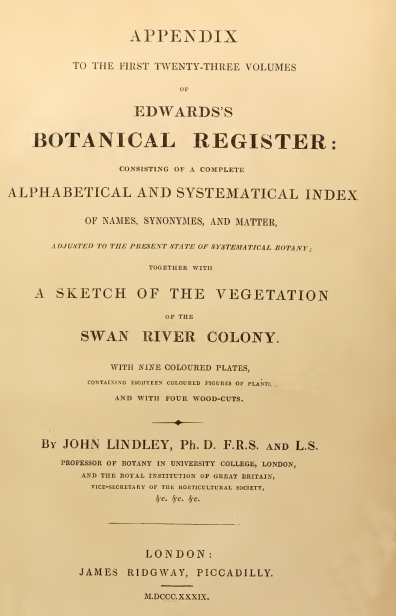
Frontispicio de la publicación A Sketch of the Vegetation of the Swan River Colony

A Sketch of the Vegetation of the Swan River Colony, también conocido por su abreviatura botánica estándar Sketch Veg. Swan R., es un artículo de 1839 realizado por John Lindley sobre la flora de la Colonia del Río Swan. Casi 300 nuevas especies fueron publicados en ella, muchas de las cuales todavía están en curso.
Apareció como la tercera parte del Appendix to the first twenty three volumes of Edward's Botanical Register, las dos primeras partes estaban  los índices de los volúmenes anteriores del Edwards's Botanical Register, del que fue editor Lindley. Contiene 58 páginas, publicado en tres partes. Las páginas 1 a 16 se emitieron el 1 de noviembre de 1839; las páginas 17 a 32 el 1 de diciembre de 1839; y las restante 26 páginas el 1 de enero de 1840. También contiene cuatro grabados basados en bocetos de Lindley, y nueve coloreados a mano de placas litográficas, del artista y litógrafo de los cuales se ignoran sus nombres y hasta ahora son desconocidos. De acuerdo con Helen Hewson, los grabados en madera son de alta calidad, pero las placas "no están a la altura de la norma de la ilustración contemporánea".
Un bosquejo de la vegetación de la Colonia del río Swan sólo representa el segundo intento de proporcionar una flora de la colonia, la primera fue de Stephan Ladislaus Endlicher en 1837 Enumeratio plantarum, un trabajo en Latín de los cuales se publicó sólo uno. Por lo tanto, en aquel momento,  muchas especies no descritas se encontraban pendientes de publicación, ejemplo de la, ahora difunta, familia Stylidaceae, señala Lindley  que en "prodromus cuarenta y seis especies sólo llevan el nombre  New Holland ... pero solo las del río Swan tiene, por lo menos, cuarenta especies, y hay algunas de Barón Hugel que yo desconozco ". Trabajando principalmente con las colecciones de James Drummond, Lindley pudo publicar alrededor de 280 taxones nuevos, muchos de los cuales aún se encuentran al día.